# (36465) 2000 QR19
2000 QR19 (asteroide 36465) é um asteroide da cintura principal. Possui uma excentricidade de 0.17578980 e uma inclinação de 2.67654º.
Este asteroide foi descoberto no dia 24 de agosto de 2000 por LINEAR em Socorro.